# Sarcinella malinensis
Sarcinella malinensis är en svampart som först beskrevs av Pier Andrea Saccardo, och fick sitt nu gällande namn av J. Kranz 1968. Sarcinella malinensis ingår i släktet Sarcinella och familjen Englerulaceae.   Inga underarter finns listade i Catalogue of Life.